# Ti lascio una canzone (quarta edizione)
La quarta edizione del talent show musicale Ti lascio una canzone è andata in onda in prima serata su Rai 1 dal 10 settembre al 10 dicembre 2010 con la conduzione di Antonella Clerici, affiancata dai giurati Massimiliano Pani e Stefania Sandrelli.

## Cast di giovani interpreti
- Serena Rigacci (8 anni, Pisa)
- Margot Cifani (9 anni, Roma)
- Angelica Ibba (9 anni, Uta, (CA))
- Giuseppe Pio Marasà (9 anni, Partinico, (PA))
- Salvatore Montagna (9 anni, Maglie, (LE))
- Francesca Pallini (9 anni, Cortona, (AR))
- Chiara Lo Re (10 anni, Palermo)
- Martina Luise (10 anni, Castel Mella, (BS))
- Anastasia Franco (11 anni, Soverato, (CZ))
- Elisa Latini (11 anni, Artena, (RM))
- Anna Giada Mameli (11 anni, Assemini, (CA))
- Maria Consolazione Portaro (11 anni, Dasà, (VV))
- Amelia Sorvillo (11 anni, Mondragone, (CE))
- David Benevento (12 anni, Livorno Ferraris, (VC))
- Silvia Biondi (12 anni, Cosenza)
- Giuseppe Di Lorenzo (12 anni, Sant'Antimo (NA)
- Madalina Lefter (12 anni, Iași, (Romania))
- Stefano Ricci (12 anni, Anguillara Sabazia, (RM))
- Davide Rossi (12 anni, Poggio Bustone, (RI))
- Claudia Sciortino (12 anni, Palermo)
- Giorgia Sigolotto (12 anni, Pontinia, (LT))
- Claudia Catalano (13 anni, Palermo)
- Antonio Celestino (13 anni, Rende, (CS))
- Giulia Genova (13 anni, Porto Empedocle, (AG))
- Giacomo Iraci (13 anni, Palermo)
- Damiano Mazzone (13 anni, Catania)
- Alessandra Prete (18 anni, Locorotondo, (BA))
- Rita Ciccarone (14 anni, Santeramo in Colle, (BA))
- Mattia Lever (14 anni, Zambana, (TN))
- Giuseppe Santorsola (14 anni, Bernalda, (MT))

### Confermati
- Maria D'Amico (8 anni, Cosenza) (edizione 3)
- Giovanna Perna (8 anni, Cosenza) (edizione 3)
- Lucrezia Blunda (10 anni, Montecatini Terme, (PT)) (edizione 3)
- Luigi Perchiazzi (10 anni, Bari) (edizione 3)
- Giulia Bellu (11 anni, Quartucciu, (CA)) (edizione 3)
- Sebastiano Cicciarella (12 anni, Avola, (SR)) (edizione 3) *
- Alberto Urso (12 anni, Messina) (edizione 3)
- Simona Collura (13 anni, Favara, (AG)) (edizione 1)
- Luigi Fronte (13 anni, Ragusa) (edizione 2)
- Mario Scucces (13 anni, Vittoria, (RG)) (edizione 2) *
- Grazia Buffa (14 anni, Partinico, (PA)) (edizione 3)
- Chiara Piperno (14 anni, Vibo Valentia) (edizione 3)
- Giuliana Danzè (15 anni, Benevento) (edizione 1)
- Giovanni La Corte (15 anni, Caccamo, (PA)) (edizione 3)
- Arianna Lupo (15 anni, Marsala, (TP)) (edizione 3)
- Gabriele Tufi (16 anni, Roma) (edizione 1)
- Veronica Liberati (16 anni, Roma) (edizione 2)

*partecipanti allo Zecchino d'Oro.

## Le "trasformazioni" di Antonella
In questa edizione c'e una piccola novità. Antonella in ogni puntata si "trasforma" in una star e balla ad una canzone molto famosa.
- Prima puntata: Antonella balla il Waka Waka di Shakira
- Seconda puntata: Antonella ha rivestito i panni di una prof, con tanto di occhiali, capelli legati e registro, e ha immerso il pubblico in un'atmosfera scolastica. I bambini con tanto di grembiule, i banchi di scuola e uno dei più classici temi: “che ne pensi dell'amore?”. Ogni bambino dedica una canzone al tema, in modo da vivacizzare la scaletta.
- Terza puntata: Antonella balla e si scatena con il "Ballo di Simone" di Giuliano e i Notturni.
- Quarta puntata: Antonella balla il "Ballo del Qua Qua".
- Quinta puntata: Antonella si trasforma in Lady Gaga e balla su le note di Bad Romance.
- Sesta puntata: Antonella si trasforma e rende omaggio a Raffaella Carrà, grande mito della conduttrice, e balla "A far l'amore comincia tu".
- Settima puntata: Antonella si trasforma in Madonna e balla sulle note di Material Girl e Hung up.

## Ospiti
- Prima puntata: Lorella Cuccarini (ospite in giuria), Gigi D'Alessio (ospite in giuria), Dionne Warwick
- Seconda puntata: Veronica Pivetti (ospite in giuria), Amii Stewart (ospite in giuria), Antonello Venditti
- Terza puntata: Elisa Isoardi (ospite in giuria), Luca Barbarossa (ospite in giuria), Massimo Ranieri
- Quarta puntata: Valeria Marini (ospite in giuria), Lorenzo Crespi (ospite in giuria), Lucio Dalla
- Quinta puntata: Paola Perego (ospite in giuria), Massimo Ciavarro (ospite in giuria), Anna Oxa
- Sesta puntata: Enzo Decaro (ospite in giuria), Claudio Lippi (ospite in giuria), Charlie Green, Pooh, Rodrigo Guirao Díaz
- Settima puntata: Cristina Chiabotto (ospite in giuria), Roberto Vecchioni (ospite in giuria), Mario Tessuto
- Ottava puntata: Mara Venier (ospite in giuria), Luca Giurato (ospite in giuria), Loredana Bertè
- Nona puntata: Fabrizio Frizzi (ospite in giuria), Christiane Filangieri (ospite in giuria), Alessandra Amoroso
- Decima puntata: Bianca Guaccero (ospite in giuria), Alessandro Greco (ospite in giuria), Riccardo Cocciante (ospite in giuria), Anastasia Petryk
- Undicesima puntata: Amanda Sandrelli (ospite in giuria), Vincenzo Salemme (ospite in giuria), Massimo Boldi (ospite in giuria), Carmen Russo (ospite in giuria), Toto Cutugno (ospite in giuria), Il Volo, Voci Bianche e Ballerini del Teatro San Carlo di Napoli, Charlie Green, The Abba show, Gloriana, Gino Paoli, Francesco Matano
- Dodicesima puntata: Voci Bianche del Teatro San Carlo di Napoli, Amii Stewart (ospite in giuria), Enzo Decaro (ospite in giuria), Edoardo Bennato, Carlo Truzzi e Simona Truzzi, Marco Mengoni

## Canzoni finaliste
- Prima puntata: E poi - Madalina Lefter
- Seconda puntata: Storia d'amore - Davide Rossi
- Terza puntata: Almeno tu nell'universo - Rita Ciccarone
- Quarta puntata: Pensieri e parole - Claudia Sciortino e Rita Ciccarone
- Quinta puntata: Io vivrò - Madalina Lefter (1ª superfinalista della 10ª puntata)
- Sesta puntata: Io vorrei... non vorrei... ma se vuoi - Rita Ciccarone (2ª superfinalista della 10ª puntata)
- Settima puntata: In assenza di te - Madalina Lefter
- Ottava puntata: A te - Mattia Lever
- Nona puntata: I giardini di marzo - Mattia Lever (3ª superfinalista della 10ª puntata)
- Decima puntata: I giardini di marzo - Mattia Lever (canzone vincitrice)

## Premio della giuria di qualità
- Decima puntata: Io vivrò - Madalina Lefter

## Ascolti
| Puntata            | Messa in onda     | Telespettatori | Share  |
| ------------------ | ----------------- | -------------- | ------ |
| 1                  | 10 settembre 2010 | 5 802 000      | 27,36% |
| 2                  | 15 settembre 2010 | 4 322 000      | 18,69% |
| 3                  | 22 settembre 2010 | 4 828 000      | 19,94% |
| 4                  | 29 settembre 2010 | 4 741 000      | 19,48% |
| 5                  | 6 ottobre 2010    | 5 667 000      | 22,67% |
| 6                  | 13 ottobre 2010   | 5 727 000      | 23,21% |
| 7                  | 20 ottobre 2010   | 5 188 000      | 20,34% |
| 8                  | 27 ottobre 2010   | 5 641 000      | 22,61% |
| Semifinale         | 3 novembre 2010   | 5 271 000      | 20,26% |
| Finale             | 10 novembre 2010  | 5 596 000      | 21,64% |
|                    |                   |                |        |
| La festa           | 24 novembre 2010  | 5 424 000      | 20,94% |
| Speciale Natalizio | 1º dicembre 2010  | 4 981 000      | 19,49% |
| Il meglio          | 10 dicembre 2010  | 4 449 000      | 19,22% |
| Media              | Media             | 5 203 000      | 21,62% |